# Montañas de Bayan Har
Las montañas de Bayan Har, Bayan Har Shan o Bayankara Ula (en mongol: Bayan Har Uul, Баянхар уул o Bayanhar ūl «montaña negra», en chino tradicional, 巴颜喀拉山; en chino simplificado, 巴颜喀拉山脉; pinyin, Bāyánkālā shānmài) es una cadena montañosa del Asia Central localizada en la meseta de Qinghai-Tíbet. Administrativamente, está en la parte centro-sur de la provincia de Qinghai y en la región noroeste de la provincia de Sichuan, en la República Popular de China. A veces se considera como una de las estribaciones más occidentales de la gran cordillera de Kunlun.
Esta cordillera, de orientación NE-SO, se extiende unos 780 km y separa la cuenca hidrográfica del río Amarillo, al noreste, de la del río Yangtsé, al suroeste. La fuente del río Amarillo se encuentra en la cuenca de Yueguzonglie, que se encuentra en la parte septentrional de la cordillera. Las fuentes vierten hacia el noreste, alcanzando pronto el lago Zaling (扎陵湖) —con una superficie de 526 km² y un volumen de 4.700 hm³— y el lago Eling (o lago Ngoring) (鄂陵湖) —con 610.7 km² y un volumen de 10.800 hm³. Situados a más de 4.250 m s. n. m., son los dos mayores lagos de agua dulce de meseta en China. Una cantidad significativa de tierras en la zona de origen del río Amarillo ha sido designada como Reserva Natural Nacional Sanjiangyuan [Fuentes de los Tres Ríos], para proteger la región de origen de los ríos Amarillo, Yangtsé y Mekong.
La meseta sobre la que se levanta tiene una altura media de unos 4.300—4.500 m, siendo el pico más alto de la cordillera la montaña Golok, con 5.369 m. Por encima de los 5.000 m los picos se consideran nieves perpetuas. En las laderas de menor altitud y pendiente predomina, durante el verano, el ganado ovino y yaks, pastoreados en su mayoría por tibetanos.